# Mago e guerriero
Mago e guerriero (Wizard and Warrior) è un racconto incompiuto scritto da Robert Ervin Howard rinvenuto dopo la morte dell'autore, con protagonista Kull di Valusia. Il titolo venne scelto dallo scrittore e curatore Lin Carter.

## Storia editoriale
La versione revisionata e completata da Lin Carter venne pubblicata nel 1967 all'interno della raccolta King Kull della Lancer Books mentre il solo frammento è stato pubblicato per la prima volta nel successivo Kull. The Fabulous Warrior King della Bantam Books del settembre 1978.
Il racconto venne pubblicato in Italia per la prima volta nel 1975 all'interno del volume Kull di Valusia edito da Editrice Nord, corrispondente all'edizione Lancer; La traduzione del testo originale venne pubblicata dalla Mondadori nella raccolta integrale Kull. Esule di Atlantide nel 2008, corrispondente all'edizione Del Rey.

## Adattamenti
La versione di Lin Carter è stato adattata dalla Marvel Comics nel 1980 all'interno della rivista antologica Savage Sword of Conan.
| Data        | Edizione inglese                         | TItolo             | Titolo italiano | Sceneggiatura | Disegni        | Copertina  | Prima edizione italiana | Data italiana |
| ----------- | ---------------------------------------- | ------------------ | --------------- | ------------- | -------------- | ---------- | ----------------------- | ------------- |
| Agosto 1980 | Savage Sword of Conan 55 (Marvel Comics) | Wizard and Warrior | n/a             | Roy Thomas    | Alfredo Alcala | Earl Norem | Inedito                 | n/a           |

## Edizioni
- Wizard and Warrior, in King Kull, Lancer Books, settembre 1967.
- Untitled Fragment (“Three men sat at a table…”) , in Kull. The Fabulous Warrior King, Bantam Books, settembre 1978
- Untitled fragment "Three men sat at a . . .", in Kull: Exile of Atlantis, Del Rey Books, ottobre 2006.
- Mago e guerriero, traduzione di G. L. Staffilano, in Fantacollana 9, Editrice Nord, settembre 1975.
- Frammento senza titolo, traduzione di Giuseppe Lippi, in Urania 1, Mondadori Editore, aprile 2008.